# Gerd Sūr
Gerd Sūr (persiska: گرد سور) är en ort i Iran.   Den ligger i provinsen Västazarbaijan, i den nordvästra delen av landet, 600 km väster om huvudstaden Teheran. Gerd Sūr ligger 1 707 meter över havet och antalet invånare är 486.
Terrängen runt Gerd Sūr är kuperad åt nordost, men åt sydväst är den bergig.Runt Gerd Sūr är det ganska glesbefolkat, med 48 invånare per kvadratkilometer. Närmaste större samhälle är Piranshahr, 15,5 km söder om Gerd Sūr. Trakten runt Gerd Sūr består i huvudsak av gräsmarker.